# Simplon (métro de Paris)
Pour les articles homonymes, voir Simplon.
Simplon est une station de la ligne 4 du métro de Paris, située dans le 18e arrondissement de Paris.

## Situation
La station est implantée au nord du quartier de Clignancourt, sous le boulevard Ornano au débouché de la rue Joseph-Dijon et de la rue Baudelique, les quais s'étendant jusqu'à l'intersection avec la rue de Clignancourt. Approximativement orientée selon un axe nord-ouest/sud-est, elle s'intercale entre le terminus nord de Porte de Clignancourt et la station Marcadet - Poissonniers, tout en étant géographiquement assez proche de la station Jules Joffrin, située sur la ligne 12.

## Histoire

### Ouverture et origine du nom

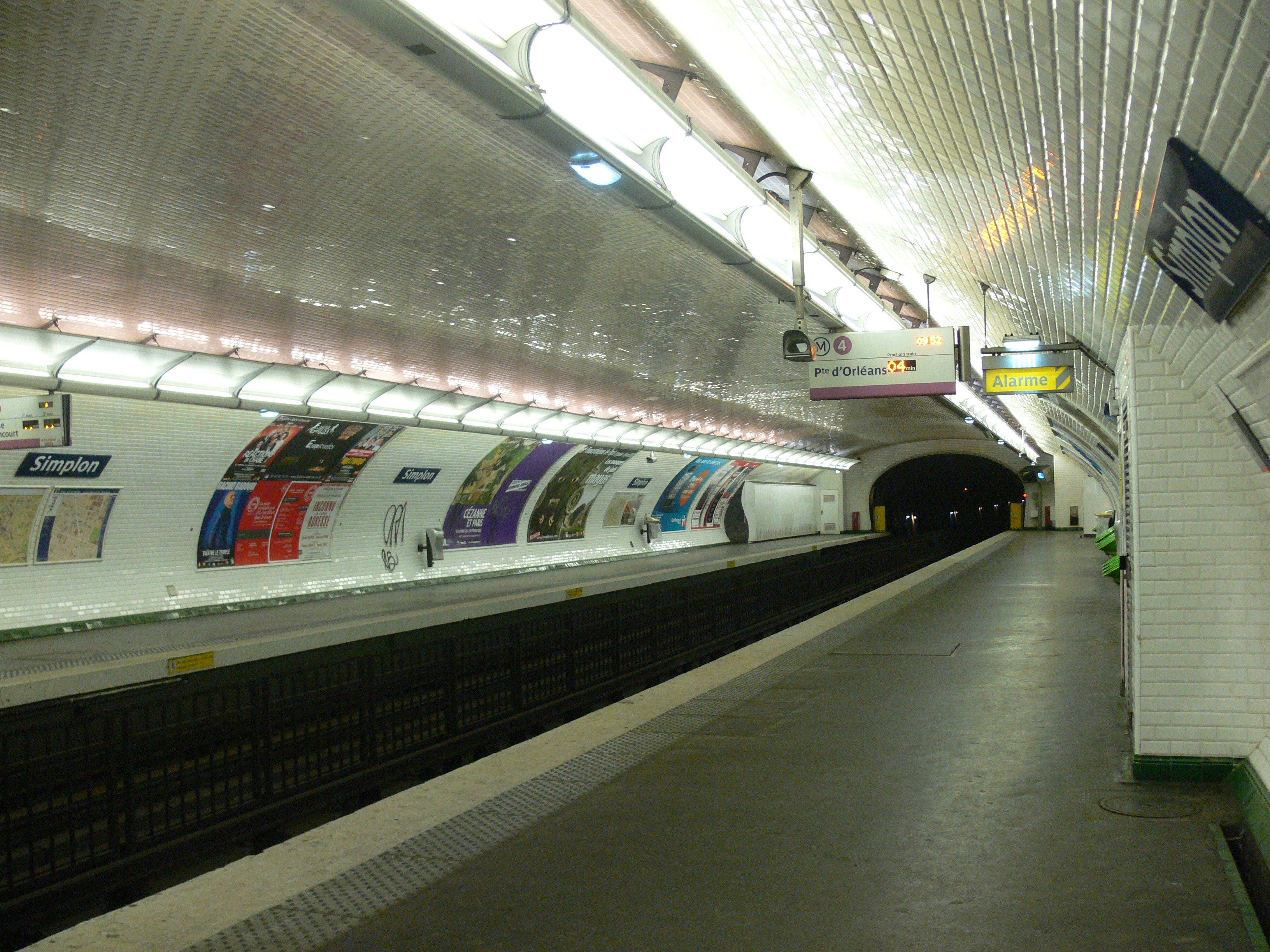
La station Simplon en 2012.

La station est ouverte le 21 avril 1908.
Son nom vient de la rue du Simplon, qui fait référence au col du Simplon, situé à 2 008 m d’altitude dans les Alpes suisses reliant le Valais et le Piémont, où Napoléon fit édifier une route en 1807. À proximité, le tunnel ferroviaire du Simplon relie la Suisse à l’Italie depuis 1906. Le premier tunnel a été doublé en 1922.

### Bombardements de 1944
Dans la nuit du 20 au 21 avril 1944, la station est touchée par un bombardement aérien allié visant le dépôt de La Chapelle, ce qui provoque l'effondrement de la voûte sur la voie et les quais.

### Incendie de 2005

#### Les faits
Le 6 août 2005, à 16 h 42, le conducteur de la rame MP 59 no 033 en direction de Porte d'Orléans entre en station et s'aperçoit que de la fumée s'échappe sous la cinquième voiture de la rame no 046 à quai dans l'autre sens. Aussitôt, il avise le PCC par radio. Le courant de traction est alors coupé et les conducteurs des deux trains demandent l'évacuation. Le deuxième train étant maintenant à quai, l'incendie risque de s'y propager.
Quelques minutes plus tard, le feu embrase la cinquième voiture de la rame 046, en l'occurrence la motrice no N.4086, et gagne la voiture (motrice no N.4111) du train arrêté à quai sur la voie opposée, et endommage une seconde motrice de cette même rame (motrice no M.3121). Les pompiers, arrivés sur place très rapidement, mettront plusieurs heures à éteindre l'incendie, qu'ils qualifieront de très impressionnant. Ce dernier sera maitrisé aux alentours de 18 h.
La propagation de la fumée et les difficultés pour désenfumer efficacement la station ont nécessité une interruption du trafic jusqu'à la fin du service sur une importante portion de la ligne 4, entre Porte de Clignancourt et Réaumur - Sébastopol ainsi que l'évacuation de la station voisine Marcadet - Poissonniers. Le trafic a également dû être interrompu sur une partie de la ligne 12 entre 17 h 18 et 20 h 59 entre les stations Trinité - d'Estienne d'Orves et Porte de la Chapelle en raison de la correspondance avec la ligne 4 à Marcadet - Poissonniers.
Seules dix-neuf personnes furent légèrement intoxiquées par la fumée (un voyageur et dix-huit agents de la RATP).
Les rames incendiées ont été remorquées jusqu'aux ateliers de Saint-Ouen.
Le trafic a repris sur l’ensemble de la ligne 4 le lendemain matin à 8 h, les trains ne marquant pas l’arrêt à la station Simplon. La station, dont la rénovation était prévue de longue date, quelques semaines plus tard, fut fermée directement. Elle a rouvert en février 2006.

#### Conclusions et conséquences
L'incendie est dû à la combinaison d'un dysfonctionnement de l'équipement électromécanique de démarrage de type JH, bloquant un élément de traction sur la position « accélération maximale », et d'une panne latente d'un disjoncteur. La rotation rapide de la roue alors que le train était à l'arrêt a provoqué une surchauffe du pneu, son éclatement et l'incendie du train.
L'incendie a mis en évidence un niveau de désenfumage insuffisant sur cette portion de la ligne. 
Depuis cet incendie, l'alerte « FEU FUMÉE » a été mise en place par tous les agents du métro. Elle correspond à un incendie ou une fumée non maitrisable par les agents. À réception de l'alerte « FEU FUMÉE » et de sa localisation, les pompiers sont immédiatement prévenus et plusieurs casernes sont mobilisées. L’évacuation des stations encadrantes de l'incendie est immédiate ainsi que de toutes les rames présentes dans la zone à risque. Toutes les autres rames doivent stopper en station et attendre. Le désenfumage se fait immédiatement[réf. souhaitée].

### Fréquentation
En 2019, selon les estimations de la RATP, 2 366 858 voyageurs sont entrés dans cette station, ce qui la place à la 217e position des stations de métro pour sa fréquentation sur 302,.
En 2020, avec la crise du Covid-19, 1 576 778 voyageurs sont entrés dans cette station ce qui la place à la 164e position des stations de métro pour sa fréquentation.
En 2021, la fréquentation remonte progressivement, avec 2 056 501 voyageurs qui sont entrés dans cette station ce qui la place à la 173e position des stations de métro pour sa fréquentation.

## Services aux voyageurs

### Accès
La station dispose de deux accès :
- l'accès no 1 « Boulevard Ornano » qui comporte deux bouches dont l'une comporte un escalier fixe et l'autre un escalier mécanique montant ;
- l'accès no 2 « Rue Joseph Dijon ».

Accès à la station
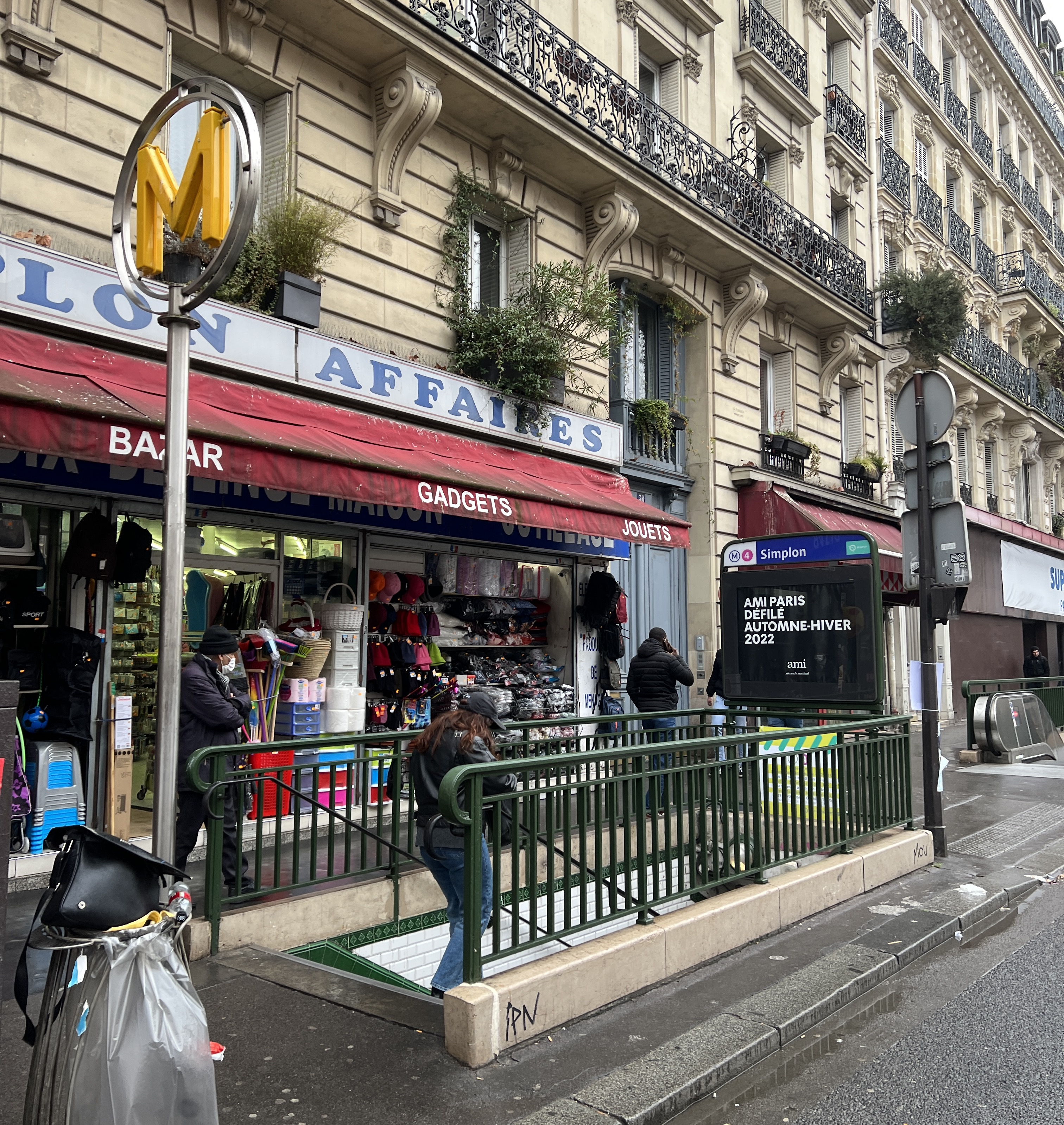
L'accès no 1 « Boulevard Ornano ».
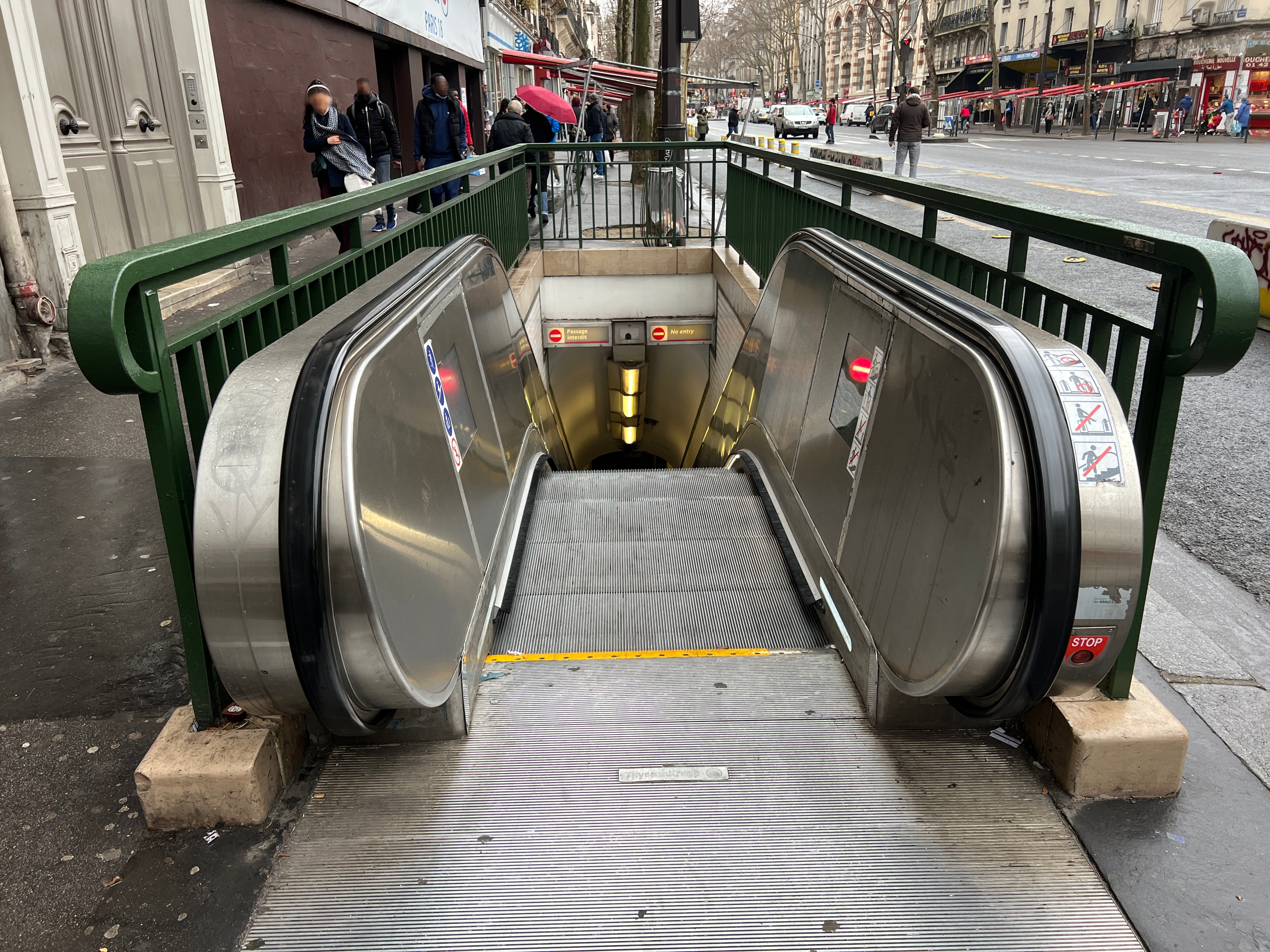
L'escalier mécanique de l'accès no 1.
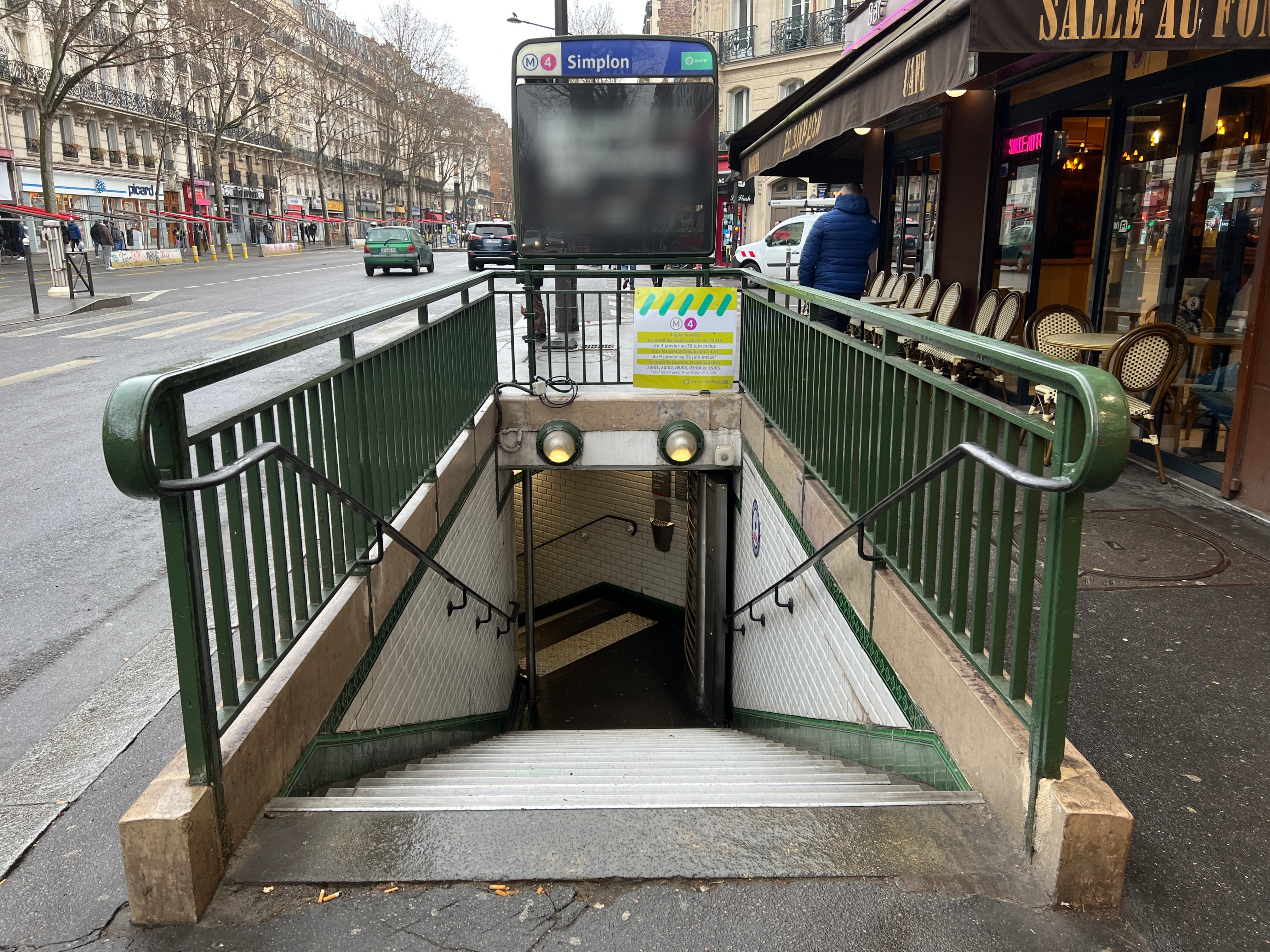
L'accès no 2 « Rue Joseph Dijon ».

### Quais

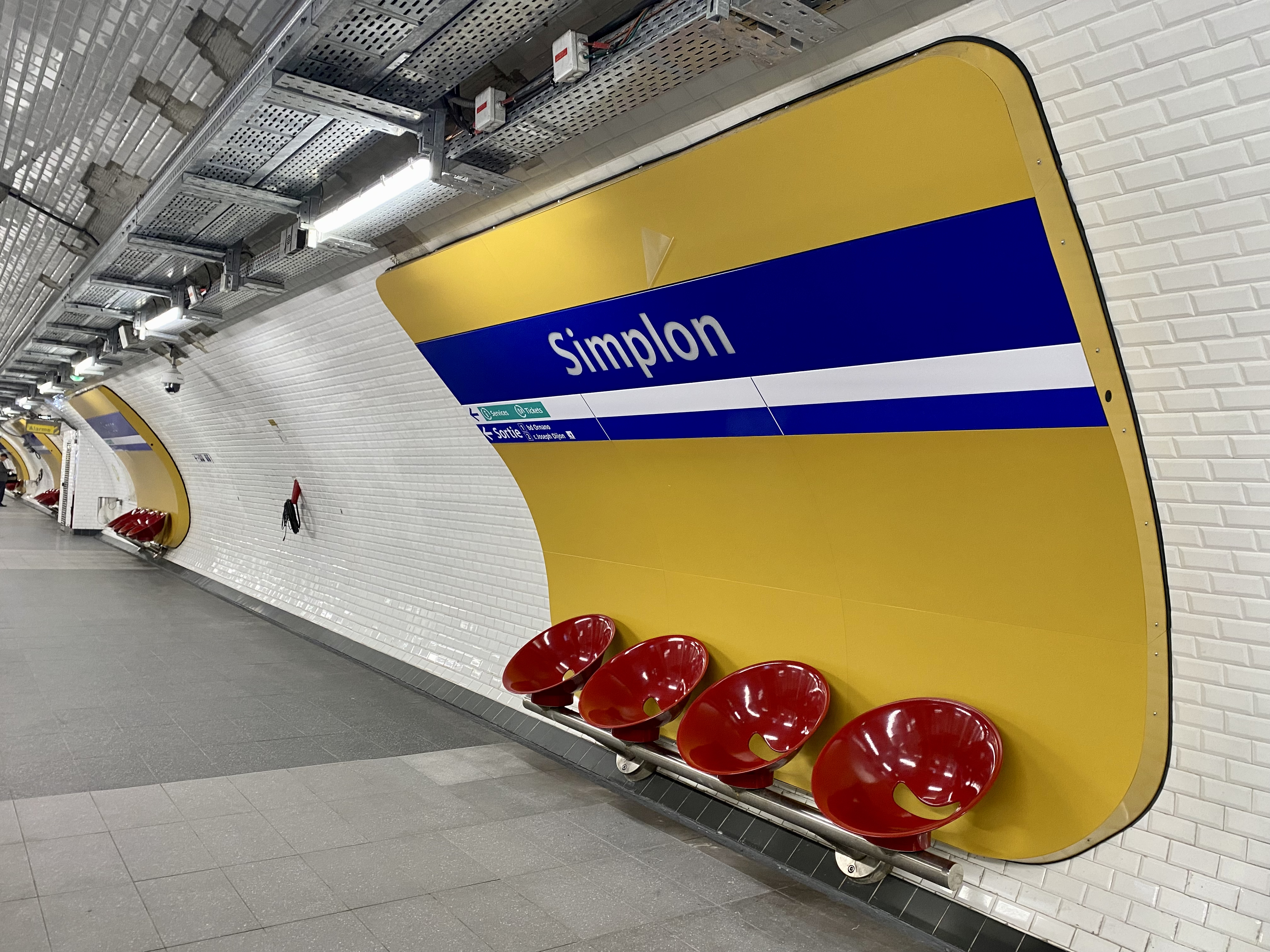
Plaque émaillée portant le nom de la station.

La station dispose de deux quais latéraux permettant d'accueillir des rames d'une longueur de 90 mètres environ.
Dans le cadre de l'automatisation de la ligne 4, la station subit à nouveau une modernisation partielle, ses quais ayant été rehaussés du 22 octobre 2018 au 3 février 2019 afin de recevoir des portes palières. Ces dernières ont été posées entre mai et juin 2020.

### Intermodalité
La station est desservie par les lignes 56 et 85 du réseau de bus RATP et, la nuit, par les lignes N14 et N44 du réseau Noctilien.

## À proximité
- Square Maurice-Kriegel-Valrimont
- Église Saint-Sava
- Église Notre-Dame-du-Bon-Conseil
- Immeuble et piscine des Amiraux
- Jardin Henri-Sauvage
- Jardin Jane-Vialle